# Политичка слобода
Политичка слобода, позната и као политичка аутономија, средишњи је концепт у историји и политичкој мисли и један од најважнијих обиљежја демократских друштава. Политичка слобода је описана као слобода од угњетавања или притиска, одсуство онеспособљавајућих услова за појединца и испуњење омогућавајућих услова или одсуство животних услова принуде у друштву, нпр. економска принуда. Иако се политичка слобода често негативно тумачи као слобода од неразумних спољних ограничења у дјеловању, она се такође може односити на позитивно остваривање права, капацитета и могућности за дјеловање и остваривање друштвених или групних права. Концепт такође може укључивати слободну од унутрашњих ограничења политичког дјеловања или говора (нпр. друштвена конформност, досљедност или неаутентично понашање). Концепт политичке слободе уско је повезан са концептима грађанских слобода и људских права, којима су у демократским друштвима обично пружа правна заштита од државе.